# Bob Mondello
Bob Mondello (né à Washington DC) est un critique de cinéma américain de la National Public Radio depuis 1984.
Pour la plupart des auditeurs de la NPR, un film n'est pas un film « à voir » tant que le critique de film et commentateur Bob Mondello n'en a parlé. Chaque année, il visionne plus de 150 nouveaux films puis en parle lors de l'émission All Things Considered (une émission qui a obtenu beaucoup de récompenses). Il a également écrit des critiques pour USA Today, The Washington Post et Preservation Magazine.